# تايرلاو لين
تايرلاو لين هو شلال في اسكتلندا ، بالقرب من سترايتون جنوب أيرشاير.

## صور

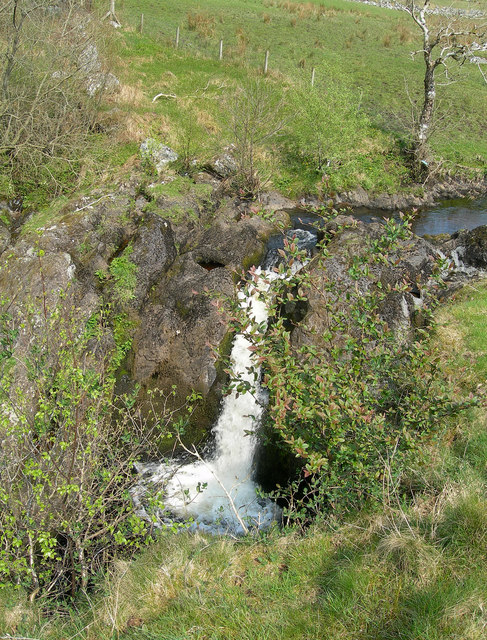
بداية تايرلاو لين ، أول مجموعة من الشلالات على مياه جيرفان بالقرب من مزرعة تايرلاو
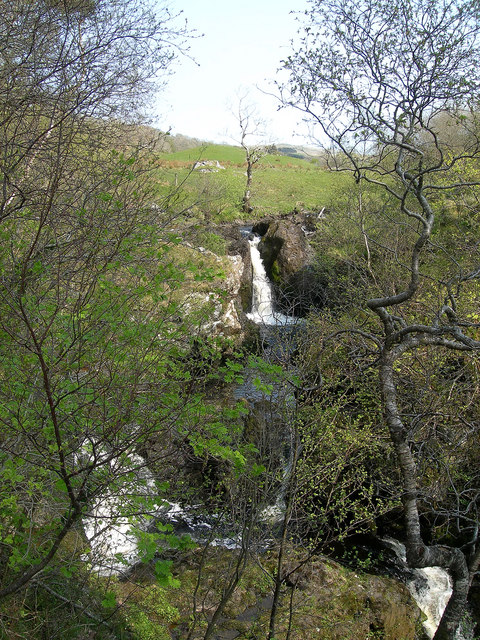
في الجزء الأوسط من تايرلاو لين - يُرى هنا من الضفة الشمالية عبر الغابة - تنقسم مياه جيرفان إلى عدة شلالات قصيرة. أسفل هذا ، ينزل الشلال بشكل مذهل في بركة غطس عميقة.

## أنظر أيضا
- شلال